# Anukun Fomthaisong
Anukun Fomthaisong (thailändisch อนุกูล ฟอมไธสง, * 2. März 1997), auch als James bekannt, ist ein thailändischer Fußballspieler.

## Karriere
Anukun Fomthaisong stand bis August 2022 beim North Bangkok University FC unter Vertrag. Der Verein spielte in der dritten Liga. Hier trat der Klub in der Bangkok Metropolitan Region an. Anfang August 2022 wechselte er in die erste Liga, wo er einen Vertrag beim Police Tero FC unterschrieb. Sein Erstligadebüt gab Anukun Fomthaisong am 20. August 2022 (2. Spieltag) im Heimspiel gegen den Chonburi FC. Hier wurde er in der 84. Minute für Nuttapon Sukchai eingewechselt. Chonburi gewann das Spiel 2:0. Am Ende der Saison 2023/24 belegte er mit Police Tero den 15. Tabellenplatz und musste somit in die zweite Liga absteigen. Nach 25 Ligaspielen wurde sein Vertrag nach dem Abstieg im Sommer 2024 nicht verlängert. Im Juli 2024 verpflichtete ihn der Erstligaaufsteiger Nongbua Pitchaya FC. Am Ende der Saison 2024/25 belegte er mit Nongbua den 14. Tabellenplatz und musste somit in die zweite Liga absteigen.